# FC Schaffhausen
FC Schaffhausen je švicarski nogometni klub iz Schaffhausena. Trenutačno nastupa u Challenge ligi, u drugom razredu švicarskog nogometnog sustava.

## Uspjesi
Švicarski nogometni kup
- Finalist (2): 1987./88., 1993./94.

## Poznati igrači
- / Albert Bunjaku
- Gabor Gerstenmajer
- Roberto Di Matteo
- Antonio Dos Santos
- Joachim Löw
- Mirko Pavličević

## Vanjske poveznice
- Službene stranice (njem.)